# Теофилакт Кијевски
Митрополит Теофилакт (друга половина 10. века – почетак 11. века) је први митрополит кијевски по неким изворима. По другима, он је следио Михаила и владао 991-997. Трећи извори Леонтија називају првим митрополитом.

## Биографија
Служио је као митрополит севастијски у византијској провинцији Друга Јерменија под царем Василијем II (985-1025).
Очигледно је био снажан присталица цара Василија II. Познат је по репресијама предузетим 986. против Јермена монофизита који су насељавали Севастију. Као резултат прогона, многи јерменски свештеници су послани у ланцима у Цариград; слобода вероисповести Јермена је била ограничена у Севастији, посебно је забрањено звоњење звона
Вероватно је митрополит Теофилакт одмах после побуне Варде Склероса, подржан од малоазијских Јермена, морао да бежи у Цариград. Јерменски историчар с краја 10. и почетка 11. века Степанос Таронски каже да је митрополита, који је остао без амвона, послао цар Василије на одговоран и веома деликатан задатак у вези са удајом цареве сестре за Бугарску и ту је дочекао окрутну смрт. Међутим, пошто је много тога у овој причи збркано и засновано само на гласинама, највероватније је реч не о Бугарској, већ о Русији. Томе у прилог говори и чињеница да византијски аутор раног 14. века Никифор Калист међу епископима који су променили столице под царем Василијем  именује митрополита Севастија Теофилакта, кога је цар пренео у Русију.
У лето 987. Теофилакт, је у име цара, отишао у Кијев, где је омогућио склапање Василијевог уговора са Владимиром Великим. По свему судећи, бивши митрополит севастијански је боравио у Кијеву. Његов непосредни задатак је био припрема кнеза Владимира за прихватање хришћанске вере, благовест и накнадно крштење, које се, дакле, може датирати у другу половину 987. или на сам почетак 988. године.
Према речима историчара Алексеја Карпова, Владимир се упознао са хришћанством и крстио се на старословенском језику, што је био обичај византијске цркве. Сам Теофилакт није нужно морао да говори словенским језиком, али је морао да буде окружен словенским свештеницима. Претпоставља се да су у светој тајни учествовали и свештеници кијевских цркава, а Владимир је вероватно крштен у једној од њих. Тако су створени предуслови за христијанизацију Русије, те је Теофилакт ступио на чело нове Кијевске (Руске) митрополије. Непознато је трајање његове службе у Русији, време и околности његове смрти.
Познато је само да су у мозаицима и фрескама цркве Свете Софије у Кијеву, изграђене већ под Јарославом Мудрим, Севастијски мученици приказани на стубовима и ободним луковима главне куполе саборне цркве митрополита све Русије. Према плану твораца храма, они су, такорећи, темељ Руске Цркве. Поред тога, у Саборној цркви Свете Софије налази се још један лик четрдесет Севастијских мученика на посебној фресци. О посебној улози Севастијанске столице у историји Руске Цркве може да сведочи и поштовање којим су севастијански светитељи увек били окружени у Русији.
Дан њиховог сећања, један од ретких празника полиелеја који пада у време Великог поста у Русији, традиционално се обележавао са посебним значајем као дан почетка пролећа.